# Bungles
Bungles é uma série de quatro filmes em preto e branco produzida nos Estados Unidos em 1916 e dirigido por Marcel Perez.